# 九州棋
九州棋（9tka），原文在波蘭語是九的意思，是波蘭人Adam Kałuża在2007年的兩或四人棋類。

## 棋具
- 11*11方格棋盤，中間9*9方格再劃分九個九宮。
- 棋子以顏色區分敵我，兩人時各十八枚，四人時各八枚，另有中立棋子九枚。

## 規則
- 對弈過程分兩階段，先放子，直到棋子都放下為止，開始走子階段。
  - 放子：雙方輪流將一枚中立棋子放入中間7*7方格內的任一空格中。放完中立棋子後，改放一枚己棋在邊格，但不能放於角格。
  - 走子：輪流將在邊格的一枚己棋朝該邊的垂直方向移動，直到遇到其他棋子才停止。
    - 若移動方向在9*9方格內有棋子，才能進行以上動作。

- 無法行棋時需放棄回合。

- 當玩家都無法行棋時遊戲結束。每個九宮中何者棋子最多，該方佔領該九宮。以佔領最多個九宮的玩家獲勝[3][4]。

## 外部連結
- 遊戲介紹（页面存档备份，存于）